# Röns
Röns is een gemeente in de Oostenrijkse deelstaat Vorarlberg, gelegen in het district Feldkirch (FK). De gemeente heeft ongeveer 300 inwoners.

## Geografie
Röns heeft een oppervlakte van 1,44 km². Het ligt in het westen van het land.